# Eriocaulon poluense
Eriocaulon poluense är en gräsväxtart som beskrevs av Fa Tsuan Wang och Tang. Eriocaulon poluense ingår i släktet Eriocaulon och familjen Eriocaulaceae. Inga underarter finns listade i Catalogue of Life.